# Tommaso Ghirardi
Tommaso Ghirardi (Brescia, 10 maggio 1975) è un imprenditore e dirigente sportivo italiano, attuale socio dell'Union Brescia.

## Carriera

### L'ingresso nel calcio: l'AC Carpenedolo
Dopo aver iniziato a lavorare nell'azienda di famiglia, La Leonessa S.p.A., Tommaso Ghirardi entra nel mondo del calcio nel 1998, quando decide di acquistare l'Associazione Calcio Carpenedolo, società sportiva nei dintorni di Brescia nata nel 1957 che al momento dell'ingaggio militava in Terza Categoria. Sotto la sua presidenza il Carpenedolo nel 2004 entra per la prima volta nel calcio professionistico, con la promozione in Serie C2 in seguito a un campionato vinto con 68 punti in Serie D. I rossoneri bresciani sfiorano la promozione in Serie C1 nel campionato 2005-2006, quando la squadra allenata da Gianluca Gaudenzi, subentrato a Mauro Melotti, raggiunge la finale play-off contro l'Ivrea, perdendo la possibilità del salto di categoria sul campo dei piemontesi dopo un rigore di Bertani nei supplementari che risponde alla rete del 1-1 di Zubin.

### L'acquisto del Parma

#### I primi anni
La possibilità di entrare nel calcio di massima serie si presenta per Ghirardi nella primavera del 2006: il Parma, che da ormai due anni è controllato dall'amministratore straordinario Enrico Bondi, ha bisogno di un acquirente: i falliti tentativi di acquisto da parte di Lorenzo Sanz e Gaetano Valenza aprono la strada a Ghirardi che acquista la società in compartecipazione con Angelo Medeghini e Banca Monte Parma dopo che il sodalizio era stato messo all'asta il 3 gennaio 2007.
Nelle prime due partite da massimo dirigente arrivano due sconfitte contro Milan e Roma, a seguito delle quali esonera Stefano Pioli e porta in casa ducale Claudio Ranieri; le cose inizialmente non cambiano: nelle prime cinque partite di campionato Ranieri non riesce mai a vincere (quattro pareggi e una sconfitta), poi la squadra emiliana comincia ad ottenere risultati positivi dalla vittoria per 1-0 contro il Siena; i gialloblu si risollevano, e Ghirardi tessera anche Gene Gnocchi, il comico che aveva chiesto di poter giocare in Serie A. La squadra ottiene poi tre vittorie consecutive contro Fiorentina, Palermo e Cagliari, risultati che portano alla salvezza: il 27 maggio 2007, battendo l'Empoli per 3-1, il Parma ottiene infatti la possibilità di restare in Serie A per la 18ª volta consecutiva.
Nel suo primo mercato estivo Ghirardi ha investito con un passivo di circa 11 milioni di euro; infatti ha prima riscattato tutti i giocatori che nella passata stagione erano in prestito o compartecipazione, per poi compiere acquisti quali Reginaldo, per cui sono stati versati 4,5 milioni di euro alla Fiorentina, e Stefano Morrone, pagato invece 2 milioni più la contropartita tecnica del portiere Alfonso De Lucia. Inoltre il presidente acquista Damiano Zenoni dall'Udinese (scambio con Damiano Ferronetti più la somma di 800.000 euro), il portiere ceco Radek Petr, il portiere Nicola Pavarini; acquista a parametro zero il difensore Giulio Falcone dalla Sampdoria e fa arrivare in prestito il keniota Mcdonald Mariga dagli svedesi dell'Helsingborg e Bernardo Corradi dal Manchester City. Nel successivo mercato di gennaio il Parma presenta Cristiano Lucarelli, pagato, tra prestito e successiva cifra di riscatto, circa 5,7 milioni di euro. A fine stagione il Parma retrocede in Serie B per la prima volta da quando raggiunse la Serie A.

#### La Serie B
La stagione successiva in Serie B inizia con Luigi Cagni in panchina, esonerato dopo aver raccolto 6 punti in 6 giornate; al suo posto viene chiamato Francesco Guidolin con un contratto annuale più un'opzione per il secondo in caso di promozione in Serie A. Sotto la gestione di Guidolin il Parma riesce a ottenere i punti sufficienti per arrivare alla fine del girone di andata ai primi posti, alle spalle del Livorno.
In seguito la squadra si consolida nella seconda posizione e a Cittadella, con due turni ancora da disputare, il Parma conquista la matematica promozione in Serie A.
Il 18 settembre 2009 viene rinominato consigliere della Lega Calcio, carica già ricoperta in passato e che Ghirardi dovette abbandonare per la retrocessione della squadra in Serie B.

#### Il ritorno in Serie A e la nomina di Leonardi
In Serie A Ghirardi ingaggia l'ex direttore generale dell'Udinese Pietro Leonardi, e Andrea Berta, con il quale aveva collaborato al Carpenedolo, di conseguenza lascia. Fra gli acquisti c'è il ritorno al Parma dopo dieci anni di Hernán Crespo.
Con Guidolin ancora in panchina, il Parma chiude il campionato all'ottavo posto dopo aver lottato anche per un piazzamento in UEFA Europa League. Nella stagione 2013-2014, con la squadra guidata da Roberto Donadoni, il Parma raggiunge il sesto posto valevole per la qualificazione in UEFA Europa League, cui partecipa invece il Torino a causa della mancata concessione della licenza UEFA ai ducali per la mancata ottemperanza di pagamenti IRPEF di circa 300.000 euro.

#### Le dimissioni e la cessione del club
Il 30 maggio 2014, a seguito del ricorso, dopo la mancata concessione della Licenza UEFA da parte dell'Alta Corte del CONI, causata dal ritardo nei pagamenti IRPEF, annuncia le dimissioni lo stesso giorno durante la conferenza stampa del pomeriggio. L'8 dicembre 2014 vende le quote di maggioranza della società Eventi Sportivi S.p.a., controllante del Parma, che passano nominalmente nelle mani della società cipriota Dastraso.

### Il ritorno nel calcio a Brescia
Undici anni dopo la sua uscita dal mondo del Calcio, il 17 luglio 2025 viene reso noto il suo ingresso nella sua città natale come socio di minoranza nel neonato Union Brescia in Serie C nato dalle ceneri di Feralpisalò e Brescia.

## Procedimenti giudiziari

### L'accusa di bancarotta e l'inibizione
Il 4 marzo 2015 viene iscritto nel registro degli indagati da parte della procura di Parma con l'accusa di bancarotta fraudolenta per un suo comportamento illecito alla base del grave dissesto finanziario del club ducale, frattanto ulteriormente passato nelle mani di Giampietro Manenti e poi dichiarato fallito. Il 14 marzo Leonardi e Ghirardi vengono inibiti per 4 mesi. Nel 2016 il Tribunale Federale Nazionale inibisce Tommaso Ghirardi per 5 anni condannandolo a un’ammenda di 150.000 euro. L’ex amministratore delegato Pietro Leonardi viene invece sanzionato con l'inibizione per 5 anni, 150.000 euro di ammenda e con la preclusione alla permanenza in qualsiasi rango o categoria della Figc. Nel novembre 2016, la Corte d’appello federale inasprisce la pena per Ghirardi, infliggendo anche a lui la preclusione alla permanenza in qualsiasi rango o categoria della FIGC. 

### La condanna per bancarotta
Il 22 luglio 2020 viene condannato a quattro anni di carcere per il crac del Parma Calcio del 2015. Il PM aveva chiesto sei anni sia per Ghirardi che per Pietro Leonardi (per quest’ultimo confermati poi dalla sentenza) a motivo del causato buco finanziario di circa 200 milioni. 

### Il patteggiamento per evasione IVA
Nel dicembre 2020 Ghirardi si accorda, tramite il suo legale, con il Tribunale di Parma per commutare in pena pecuniaria la condanna a otto mesi di reclusione, poi ridotti a sei, per aver evaso circa 15 milioni di versamento IVA. L’importo stabilito dal giudice Mastroberardino è fissato in 180.000 euro.

### L'accusa di false fatturazioni
Nel marzo del 2023 viene assolto insieme a Pietro Leonardi, per non aver commesso il fatto, in relazione all'accusa di false fatturazioni per cui era indagato da alcuni anni insieme ad altri dirigenti e procuratori riguardo la compravendita di giocatori.